# Ariel Galeano
Ariel Sebastián Galeano Arce (ur. 7 września 1996 w Asunción) – paragwajski trener piłkarski.